# Карпово (Богородский район)
Карпово — деревня в Богородском районе Нижегородской области. Входит в состав Каменского сельсовета.

## География
Находится в 21 км от Богородска и в 31 км от Нижнего Новгорода

## История
В «Списке населенных мест» Нижегородской губернии по данным за 1859 год значится как владельческая деревня при речке Ункоре в 30 верстах от Нижнего Новгорода. В деревне насчитывалось 55 дворов и проживал 255 человек (205 мужчин и 238 женщин).

## Население
| 1999 | 2002 | 2010 |
| ---- | ---- | ---- |
| 58   | ↘52  | ↘37  |

Национальный состав
Согласно результатам переписи 2002 года, в национальной структуре населения русские составляли 100 % из 52 человек.